# Dáctilo (mitología)
En la mitología griega, los dáctilos (Δάκτυλοι / Dáktyloi: «dedos») fueron una raza arcaica de hombrecillos fálicos relacionados con la Gran Madre, bien Cibeles o Rea, démones o númenes divinos de menor rango, como los curetes, cabiros y coribantes. Los dáctilos, cuya madre era Anquíale, fueron antiguos herreros y hechiceros sanadores. En algunos mitos aparecen trabajando para Hefesto, y enseñaron a trabajar el metal, las matemáticas y el alfabeto a los humanos. Los dáctilos estaban relacionados con el monte Ida. Puesto que existe un monte Ida en Creta y otro en Frigia, a veces se les consideraba cretenses y a veces frigios.

Los dáctilos del monte Ida inventaron el arte de trabajar los metales para darles formas útiles usando el fuego. También se dice que descubrieron el hierro en el monte Berecinto, cerca de Áptera. A los tres dáctilos frigios, al servicio de la Gran Madre, se les suelen dar los nombres de Acmón (el yunque), Damnameneo (el martillo) y Celmis (la fundición). De Celmis cuenta Ovidio la historia de que cuando Rea fue ofendida por este compañero de infancia de Zeus, le pidió que le transformase en adamanto, duro como espada templada. Zeus así lo hizo.
«A ti también, ahora acero, en otro tiempo fidelísimo al pequeño Júpiter (Zeus), Celmis, y a los Curetes, engendrados por larga lluvia».
Los cabiros (Kabeiroi), cuyo hogar sagrado estaba en la isla de Samotracia, fueron considerados por Diodoro Sículo dáctilos ideos que habían llegado al oeste desde Frigia, habían tomado a Orfeo como discípulo y celebraban prácticas mágicas, misterios y ritos de iniciación.

### Apolonio de Rodas
Los dáctilos del Ida eran unos genios divinos, magos y artesanos de los metales, que acompañaban a la diosa Rea-Cíbele. Generalmente eran diez, como los «dedos» de ambas manos, pero la leyenda de su nacimiento es etiológica:
«Al lado construyeron además un altar con un montón de guijarros. Y en derredor, coronados con hojas de encina, se ocupaban del sacrificio, invocando a la muy venerable Madre del Díndimo, la que habita Frigia, y junto con ella a Ticias y Cileno, los únicos que son llamados guías del destino y asistentes de la Madre del Ida entre el número de cuantos son dáctilos Ideos de Creta, a los que una vez la ninfa Anquíale hizo nacer en la cueva del Dicte, empuñando con ambas manos tierra Eáxide. Mucho le imploraba con súplicas el Esónida que apartara las tempestades, mientras vertía libaciones sobre las víctimas ardientes».

### Pausanias
Respecto a los Juegos Olímpicos, los historiadores eleos de las cosas más antiguas dicen que Crono fue el primer rey del cielo, y que en su honor fue construido un templo en Olimpia por los hombres de entonces que eran llamados la raza de oro. Y cuando nació Zeus, Rea encargó la custodia de su hijo a los dáctilos del Ida, llamados también Curetes; ellos vinieron del Ida de Creta: Heracles, Peoneo, Epimedes, Yaso e Idas. Heracles, que era el mayor, propuso a sus hermanos, como un juego, competir en una carrera, y al vencedor lo coronó con un ramo de olivo silvestre, del que tenían tanto que dormían sobre las hojas todavía frescas. Dicen que el olivo silvestre fue traído a los griegos por Heracles desde el país de los Hiperbóreos, que son hombres que viven más allá del viento Bóreas.

### Estrabón
Algunos autores afirman que los primeros habitantes de la parte inferior del Ida recibieron el nombre de «dáctilos ideos», porque del mismo modo que se llama «pie» a la parte inferior de una montaña, y «cabeza» a su cumbre, igualmente los distintos espolones que salen del Ida, todos consagrados a la Madre de los dioses, fueron llamados «dáctilos». Sófocles piensa que primero nacieron cinco, de sexo masculino, que descubrieron el hierro y fueron los primeros en trabajarlo, y crearon un gran número de objetos diversos útiles para la vida, y que les siguieron cinco hermanas, que por su número también recibieron el nombre de dáctilos. Otros escritores han contado el mito de forma diferente, complicando las dificultades una tras otra. Manifiestan sus diferencias tanto en los nombres de los dáctilos como en su número, y de ellos nombran a Celmis, a Damnameneo, a Heracles y a Acmón. Unos los consideran autóctonos del Ida, mientras que otros los tienen por extranjeros establecidos allí; pero todos están de acuerdo en que el hierro fue trabajado por ellos por primera vez en el Ida. Asimismo todos sostienen que eran magos, que estaban ligados al culto de la Madre de los dioses y que vivían en Frigia, en la región del Ida; y con el nombre de Frigia se refieren a Tróade, dado que los frigios vecinos de este territorio se apoderaron de él después de la destrucción de Troya. También suponen que los Curetes y los Coribantes eran descendientes de los dáctilos Ideos; en todo caso, los cien primeros hombres nacidos en Creta, dicen, fueron llamados dáctilos Ideos, los cuales engendraron nueve Curetes, quienes a su vez tuvieron diez hijos cada uno, y estos hijos se habrían llamado dáctilos Ideos.

### Dáctilos ideos
Los Dáctilos ideos, obra relaciona con el nombre de Hesíodo, solo tiene dos míseros fragmentos conservados:
«Aristóteles cree que el escita Lido enseñó a fraguar y templar el bronce, Teofrasto que el frigio Delas; unos creen que enseñaron la fabricación del bronce los cálibes, otros que los cíclopes; Hesíodo dice que enseñaron a trabajar el hierro en Creta los que son llamados dáctilos del Ida». 
Y a continuación el siguiente:
«Por su parte, Celmis y Damnameneo, los primeros de los dáctilos del Ida, descubrieron el hierro en Chipre; Delas, otro ideo, Escites según Hesíodo, descubrió la mezcla del bronce».